# 寶石寵物配樂列表
寶石寵物配樂列表是介紹寶石寵物系列動畫的各式配樂及主題曲。

## 主題曲

### 寶石寵物
真的？真的！魔法☆寶石（Maji？Maji！Majikaru☆Jueru） 是......（待編，請見英文版本）。

## 專輯（配樂）

### 寶石寵物：快樂音樂
寶石寵物：快樂音樂（Jewelpet：Happpy Music） 發表於2010年4月21日，是動畫系列——寶石寵物的原聲帶專輯，是由Columbia Music Entertainment製作。它包含了電視版的開始和完結主題系列和角色的歌曲。角色的歌曲是由扮演露娜、米爾姬和貝莉朵的配音員——Rumi Shishido、Keiko Utsumi和Yuki Kaida演出。
| 編號 | 日文標題 | 中文標題                      | 主要播放場合或集數                               |
| ---- | -------- | ----------------------------- | ------------------------------------------------ |
| 1    |          | 真的？真的！魔法☆寶石(電視版) | 片頭曲                                           |
| 2    |          | 前往寶石王國                  | 前往寶石王國、高級餐廳                           |
| 3    |          | 前提概要                      | 事件即將發生                                     |
| 4    |          | 露比                          | 下集預告、日常生活                               |
| 5    |          | 寵物活動                      | 寶石寵物的日常生活和自我介紹                     |
| 6    |          | 魔法學校                      | 包含寶石寵物施法(前段)、魔法學校(後段)           |
| 7    |          | 魔女的城堡                    | 魔女的城堡                                       |
| 8    |          | 日常A                         | 日常生活                                         |
| 9    |          | 日常B                         | 日常生活                                         |
| 10   |          | 日常C                         | 日常生活                                         |
| 11   |          | 日常D                         | 日常生活                                         |
| 12   |          | 黛安娜                        | 包含黛安娜登場(前段)、黛安娜行動(後段)           |
| 13   |          | 怪盜香草團A                   | 怪盜香草團的日常生活                             |
| 14   |          | 怪盜香草團B                   | 包含怪盜香草團登場(前段)、怪盜香草團的行動(後段) |
| 15   |          | 恐慌A                         | 恐慌、危及                                       |
| 16   |          | 恐慌B                         | 恐慌、危及                                       |
| 17   |          | 總理官邸                      | 迪安封印之谷(從來沒播在總理官邸…)                |
| 18   |          | 感動A                         | 感動、領悟                                       |
| 19   |          | 感動B                         | 鈴子與小晃和好                                   |
| 20   |          | 悲傷A                         | 悲傷                                             |
| 21   |          | 悲傷B                         | 大王與瑞琵斯                                     |
| 22   |          | 勇氣浮出                      | 內容                                             |
| 23   |          | 迪安黑魔法                    | 包含迪安施法(前段)、迪安解開寶石護身符(後段)     |
| 24   |          | 迪安A                         | 迪安A、B、C三者音調皆同，但演奏樂器不同          |
| 25   |          | 迪安B                         |                                                  |
| 26   |          | 迪安C                         |                                                  |
| 27   |          | 詭異                          | 詭異                                             |
| 28   |          | 小裁判的音樂盒                | 寶石競賽即將開始:寶石準備                        |
| 29   |          | 寶石競賽A                     | 寶石競賽                                         |
| 30   |          | 寶石競賽B                     | 寶石競賽                                         |
| 31   |          | 寶石競賽C                     | 寶石競賽                                         |
| 32   |          | 寶石競賽D                     | 寶石競賽                                         |

Track listing(待編)
1. "不祥的預感"
2. "不可思議"
3. "搞笑A"
4. "搞笑B"
5. "搞笑的開始A"
6. "搞笑的開始B"
7. "心跳"：聖誕節、與黛安娜做蛋糕
8. "戰鬥A"
9. "戰鬥B"
10. "夢想中的人"
11. "領悟"
12. "優雅"
13. "決戰"
14. "活躍"
15. "合力"
16. "快樂結局"
17. "露比博士的介紹"
18. "草莓時間-專輯版-"
19. "笑臉的圓圈"(電視版)

### 寶石寵物 Twinkle☆：快樂快樂音樂
寶石寵物 Twinkle☆：快樂快樂音樂（Jewelpet Twinkle☆: Happy Happy Music）發表於2010年8月29日，是動畫系列——寶石寵物 Twinkle的原聲帶專輯，是由Columbia Music Entertainment製作。與第一季一樣，它包含了電視版的開始和完結主題系列。
Track listing
1. "眼中的寶石☆"
2. "Happy☆Twinkle"(電視版)
3. "露比的主題"
4. "寶石樂園Let's Go!"
5. "副主題"
6. "魔法學校Doki☆Doki"
7. "現在考試中"
8. "明的戀愛"
9. "友情的芽"
10. "愛與勇氣的Jewel Flash!"
11. "夢之拍擋"
12. "魔法之國寶石樂園"
13. "我們去學校吧!"
14. "利昂的主題"
15. "米莉亞的主題"
16. "Twinkle Twinkle☆-Light Magic-"
17. "Twinkle Twinkle☆"
18. "討厭的魔法使"
19. "令人緊張的實驗"
20. "沙羅的主題"
21. "Twinkle Twinkle☆-Strong Magic-"
22. "Abunai Mahou No Tsukurikata"
23. "暴走"
24. "Sunao ni Narenakute"
25. "遙不可及的夢想"
26. "露比的悲哀"
27. "眼神接觸☆A"
28. "眼神接觸☆B"
29. "女王茱莉娜"
30. "閃閃發光的Jewel Stone"
31. "三個願望"
32. "讓夢想成真的貝莉朵"
33. "露比的好奇心"
34. "Mata Yacchata"
35. "世界充滿了魔法"
36. "現在上課中"
37. "天才尼古拉"
38. "阿魯瑪的主題"
39. "Massugu Na Kimochi De"
40. "Moshuikashite Yabai Kamo"
41. "Tottemo Pinch"
42. "絕體絕命!"
43. "利昂的活躍"
44. "Doki☆Doki☆寶石樂園的祕密"
45. "魔法的時間開始了"
46. "寶石樂園的夜晚"
47. "明的夢"
48. "Setsunai Omoi"
49. "守護著夢想"
50. "真正的魔法"
51. "未來"
52. "在天空塗鴉"(電視版)